# Neu-Posttal, Cetatea Albă
Neu-Posttal (în ucraineană Долинівка, transliterat: Dolînivka) este un sat în comuna Marazlăveni din raionul Cetatea Albă, regiunea Odesa, Ucraina. Satul a fost locuit de germanii basarabeni.

## Demografie
Componența lingvistică a localității Neu-Posttal
     Ucraineană (83,24%)
     Rusă (8,97%)
     Bulgară (4,12%)
     Română (3,24%)
     Alte limbi (0,3%)
Conform recensământului din 2001, majoritatea populației localității Neu-Posttal era vorbitoare de ucraineană (83,24%), existând în minoritate și vorbitori de rusă (8,97%), bulgară (4,12%) și română (3,24%).